# Dipartimento delle Due Nete
Due Nete  (in francese: Deux-Nèthes, in olandese: Twee Nethen) è stato il nome di un dipartimento della Francia (dapprima della Prima Repubblica francese, poi del Primo impero francese) il cui territorio è attualmente suddiviso tra Belgio e Paesi Bassi.

## Toponimo
Il nome del dipartimento deriva dai due affluenti del fiume belga Nete: il Grande Nete (in francese: Grande Nèthe, in olandese: Grote Nete) e il Piccolo Nete (Petite Nèthe / Kleine Nete). La parte meridionale del territorio corrisponde quasi totalmente all'attuale provincia belga di Anversa.

## Storia
Il dipartimento venne istituito il 1º ottobre 1795, quando i Paesi Bassi meridionali furono annessi alla Francia. I territori in questione erano la parte settentrionale del precedente Ducato di Brabante. Dopo l'annessione alla Francia del Regno d'Olanda nel 1810, il dipartimento venne ingrandito con l'annessione dell'arrondissement di Breda (in francese Bréda), corrispondente alla metà occidentale dell'attuale provincia olandese del Brabante Settentrionale, riunificando i territori storici brabantini. La capitale del dipartimento era Anversa ( Anvers in francese, Antwerpen in olandese).

## Suddivisione amministrativa
Il dipartimento era suddiviso nei seguenti arrondissement e cantoni (situazione al 1812):
- Anversa (Anvers), cantoni: Anversa (4 cantoni, Anvers), Brecht, Ekeren, Kontich (Contich), Wilrijk e Zandhoven.
- Breda (Bréda), cantoni: Bergen op Zoom (Bergen-op-Zoom), Breda (Bréda), Ginneken, Oosterhout, Oudenbosch, Roosendaal e Zevenbergen.
- Mechelen (Malines), cantoni: Duffel, Heist-op-den-Berg, Lier (Lierre), Mechelen (2 cantoni, Malines) e Puurs (Puers).
- Turnhout, cantoni: Arendonk, Herentals, Hoogstraten, Mol, Turnhout e Westerlo.

La popolazione del dipartimento nel 1812 era di 367.184 abitanti, su un'area di 415.380 ettari.